# Cockring (hulpmiddel)

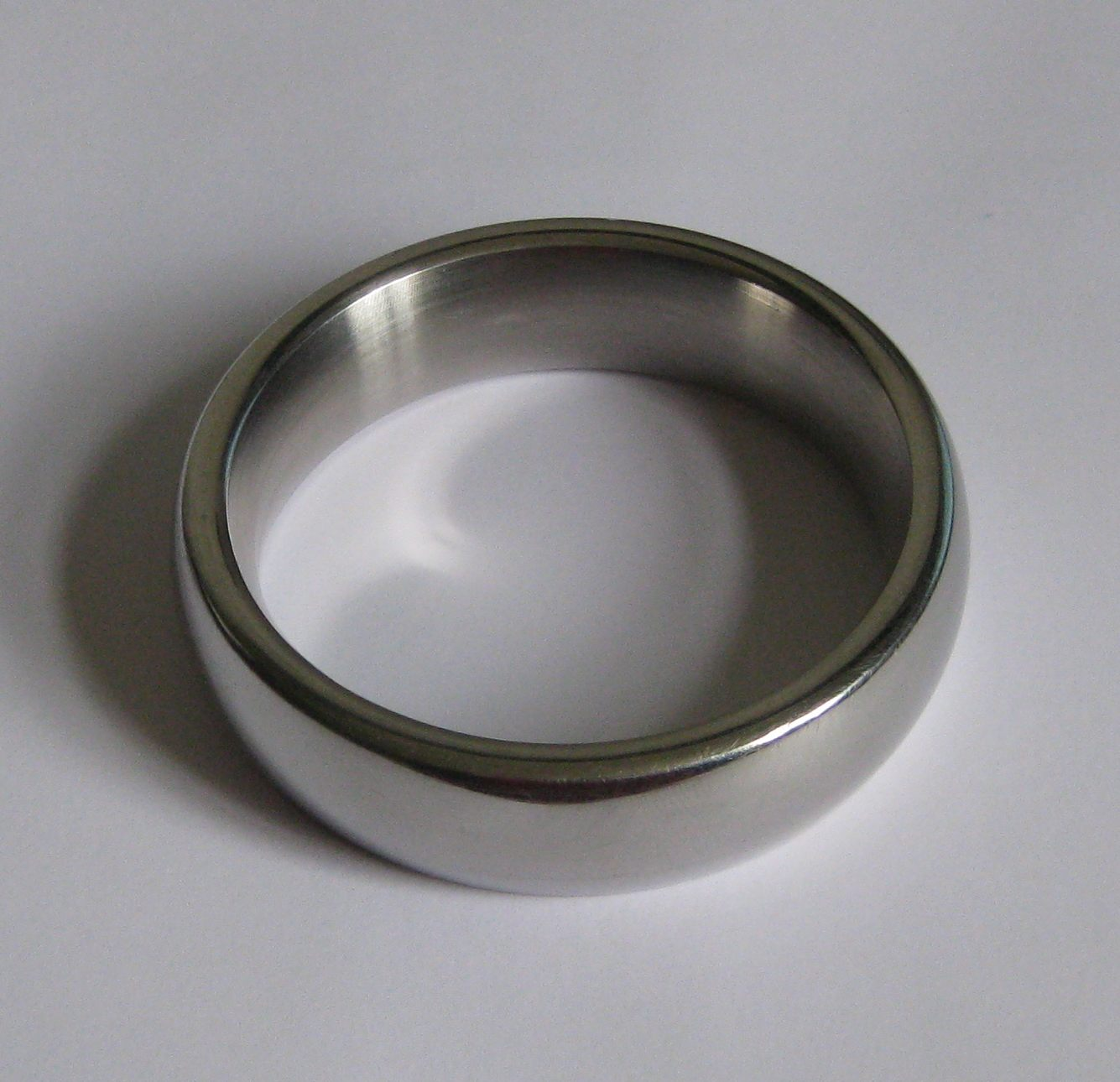
Metalen cockring

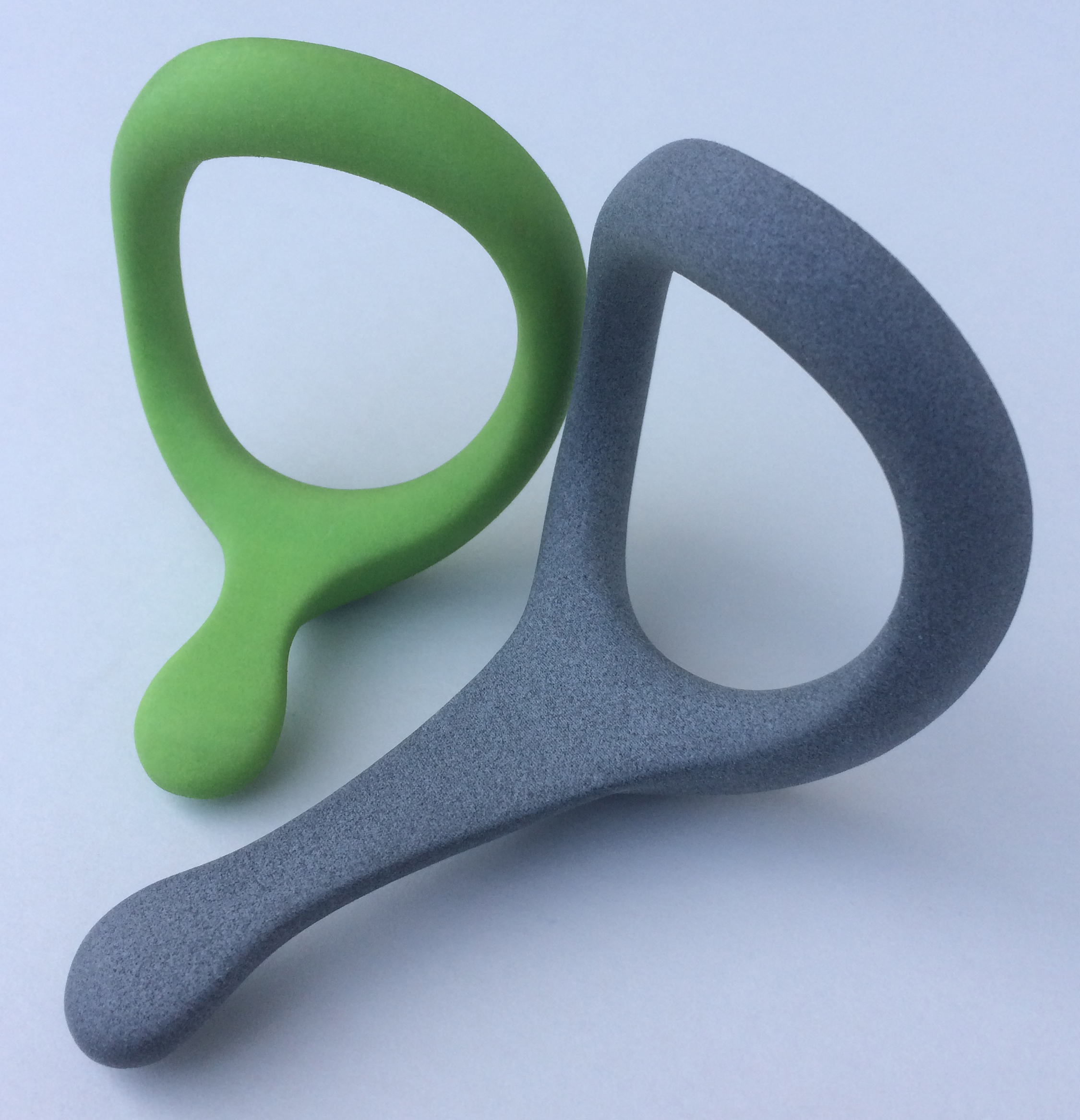
3D geprinte nylon penisringen met een extensie voor het stimuleren van het perineum.

Een penisring (Engels cockring) is een ring van metaal, rubber, leer of siliconen die om de penis geschoven wordt en als doel heeft langer een erectie te houden. Naarmate de leeftijd vordert, wordt een erectie over het algemeen minder stevig en houdt deze minder lang aan. De penisring kan helpen om de erectie voor langere periode stevig te houden.
De penisring wordt niet alleen gebruikt bij een minder stevige erectie, maar ook om de gevoeligheid van de penis te vergroten, als sieraad en bij SM. Een penisring met haren of borsteltjes kan zorgen voor extra stimulatie van de clitoris en schaamlippen en wordt een geitenoog genoemd. Er zijn ook penisringen met spijkertjes of noppen aan binnen- of buitenkant, deze kunnen bijvoorbeeld gebruikt worden tijdens SM.

## Aanbrengen
Een penisring kan op verschillende manieren worden bevestigd. De ring kan worden geplaatst aan de schacht van de penis. Of achter de balzak tegen het lichaam aan. Of allebei.

### Achter de balzak

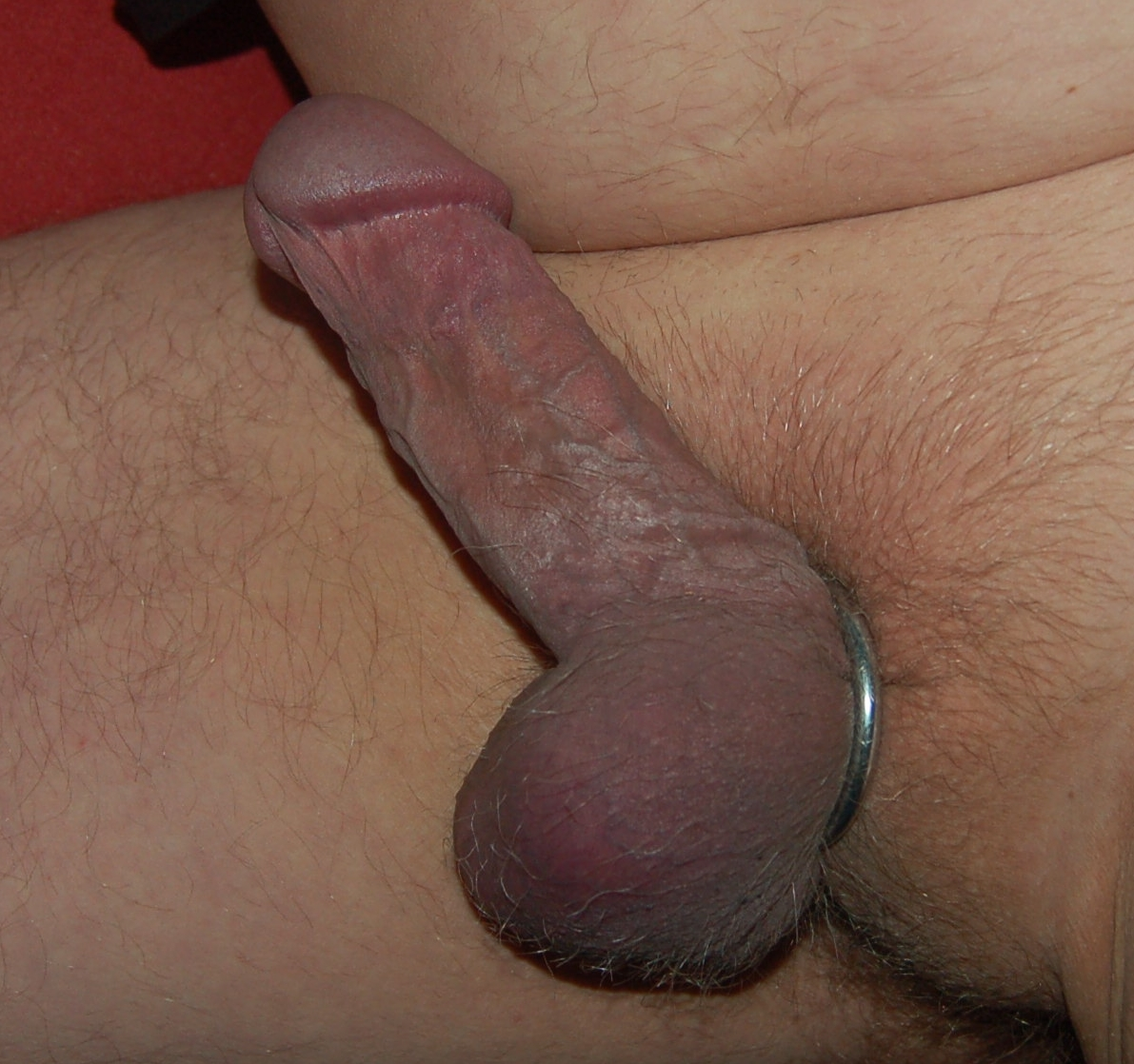
Penisring gedragen achter de balzak

De meeste penisringen worden om de penis en achter de balzak bevestigd. De ring gaat om de slappe of half slappe penis. Als de penis in erectie komt, zit de ring er strak omheen, waardoor het bloed de zwellichamen niet of slechts moeilijk kan verlaten. De penis wordt steviger en de erectie blijft langer behouden. Een voordeel van deze manier van dragen is dat de testikels dan niet te strak tegen de basis van de penis getrokken kunnen worden. Doordat in sommige gevallen ook de plasbuis afgeknepen wordt, kan een orgasme "heftiger" ervaren worden.

## Risico's
Het te lang achtereen of te regelmatig gebruiken van een penisring brengt risico's met zich mee. Doordat de bloedvaten afgekneld worden kunnen deze beschadigd raken. Daarnaast kan het langdurig hinderen van de bloedsomloop schadelijk zijn voor de penis. Laat een strakke penisring niet langer dan 20 à 30 minuten om de penis zitten. Het is dus van belang om precies te weten welke binnendiameter de cockring moet hebben.

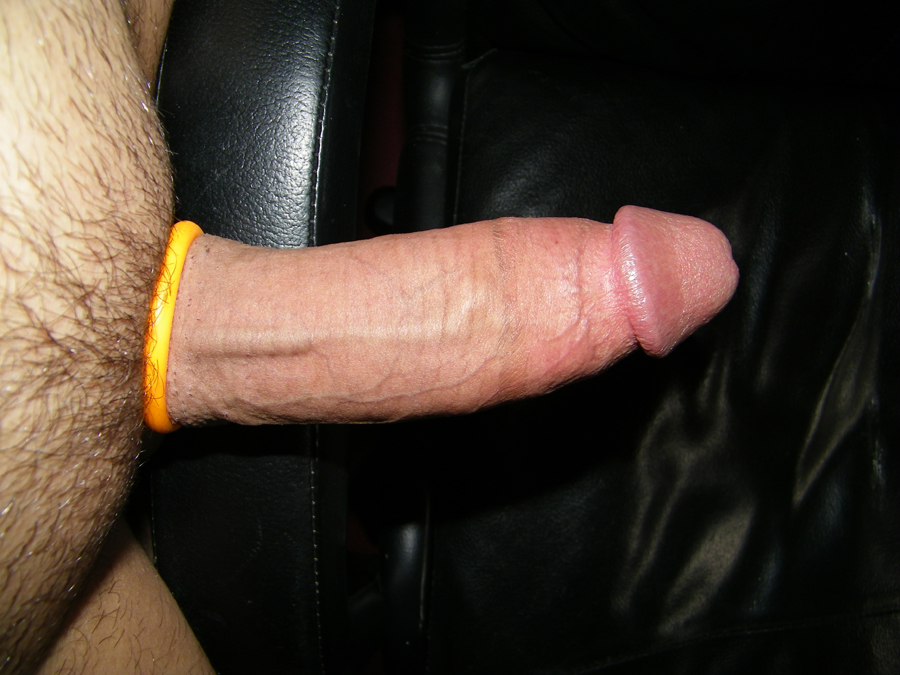
Kunststof penisring in gebruik

## Juiste maat bepalen
Voor een rekbare en verstelbare ring van siliconen, rubber of TPE is het niet noodzakelijk een precieze maat te bepalen. Een belangrijk voordeel is dat deze ringen eenvoudiger te verwijderen zijn. Daarom worden ze aangeraden aan mensen die starten met het gebruik van een penisring. Voor een penisring gemaakt van hard materiaal is het bepalen van de juiste maat wel heel belangrijk. Als de ring te klein is, kan er een zenuw beschadigd worden en is de ring moeilijk te verwijderen. Als de ring te groot is, glijdt deze af en werkt niet.
Het bepalen van de juiste binnendiameter van de penisring is op de volgende manier te achterhalen:
- Zorg om te beginnen dat de penis goed stijf is.
- Meet dan vervolgens met bijvoorbeeld een schoenveter de omtrek van de penis op de plek waar men de penisring gaat gebruiken.
- Niet strak trekken, maar gewoon netjes eromheen meten.
- Deel de zojuist gemeten omtrek door 3,14 (pi) met als resultaat de diameter (doorsnede) van de gewenste plek.
- Van deze gemeten diameter haalt men nog 2 à 3 mm af.
- Op deze manier weet men de juiste maat (binnendiameter) van de penisring.

## Vibrerende penisring
Een vibrerende penisring is een ring met een kleine vibrator. Bij vaginale penetratie kan de vibrator de clitoris stimuleren en/of een extra sensatie geven aan de drager. Er zijn ook penisringen met een verlengstuk voor het stimuleren van de anus.

## Penisring bij erectiepompen
Bij vacuüm-, of erectiepompen die worden gebruikt bij erectiestoornissen zit meestal een flexibele penisring. Deze ring moet om de vacuümpomp heen worden gedaan. Als er een erectie tot stand is gekomen, moet de ring gemakkelijk naar beneden geschoven kunnen worden zonder dat de pomp hoeft te worden verwijderd.